# Johan Hilgers

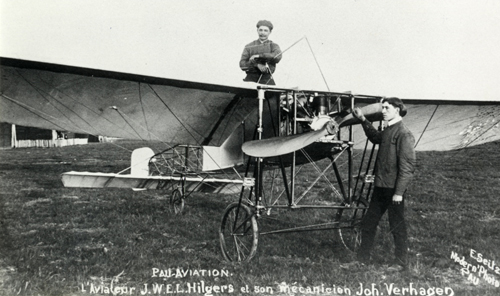
Jan Hilgers (1910)

Johan Willem Emile Louis Hilgers (bekannt als Jan Hilgers; * 19. Dezember 1886 in Probolinggo, Indonesien; † 21. Juli 1945 bei Ngawi, Indonesien) war ein niederländischer Flugpionier.
Jan Hilgers kam als elfjähriger nach Amsterdam und machte bereits 1908 seinen Abschluss als Elektriker. Während er im Elektrizitätswerk Nijmegen arbeitete, begann er mit dem Bau von Modellflugzeugen und kleinen Segelfliegern.
Hilgers war ab 1910 bei Verwey & Lugard beschäftigt. Die beiden Automobilhändler hatten großes Interesse an der Fliegerei und deshalb 1910 eine Luftfahrtabteilung gegründet und eine Blériot XI erworben. Das Flugzeug wurde von Hilgers modifiziert und später als Modell „Verwey & Lugard“ angeboten.
Jacob Verwey und Barend Lugard wollten den ersten Flug eines Niederländers im eigenen Land durchführen und Johan Hilgers sollte der Pilot dieses Vorhabens werden. Die Unternehmer schickten Hilgers in die Flugschule von Louis Blériot nach Pau. Als sich der Niederländer Clément van Maasdijk in Heerenveen auf seinen ersten Flug vorbereitete und Verwey und Lugard erfuhren, dass er bereits am 31. August starten wollte, beorderten sie Hilgers unverzüglich zurück nach Ede, obwohl er bei der kurzen Einführung in Frankreich lediglich den Geradeausflug erlernt hatte.
Am 29. Juli 1910 startete Johan Hilgers in Ede mit seiner Blériot XI und war nun offiziell der erste Niederländer, der mit einem Flugzeug in den niederländischen Luftraum aufstieg. Hilgers bildete dann auf den Flugplätzen Ede und Soesterberg Piloten aus, obwohl er erst am 12. August 1912 eine niederländische Fluglizenz erhielt – übrigens der vierte Pilotenschein in den Niederlanden.
Kurz vor der Insolvenz der Maatschappij voor Luchtvaart Ende 1911 ging Hilgers nach Deutschland und arbeitete zuerst bei Garuda, wo er mit Bruno Jablonsky ein Flugzeug entwickelte und einflog. Im Jahr darauf fand Hilgers bei dem ebenfalls in Niederländisch-Ostindien geborenen  Anthony Fokker eine Anstellung als Einflieger. Seine Aufgabe bestand hauptsächlich in der Demonstration der Fokker-Spinne vor potenziellen Kunden. Er flog mit Fokker in Russland und reiste später mit zwei Fokker-Spinnen nach Niederländisch-Ostindien, um dort Kunden zu werben. Anscheinend war er aber nicht besonders erfolgreich, jedenfalls ist über Bestellungen nichts überliefert. Bekannt geworden ist aber ein Absturz in Niederländisch-Ostindien, den Hilgers überlebte.
Johan Hilgers heiratete Anna Sophia Blijenburg am 27. September 1913 in Bangil, mit der er fünf Töchter und einen Sohn hatte. Am 30. Mai 1914 trat Hilgers als Fluglehrer in die Luftwaffe Niederländisch-Ostindiens ein, der Vorgängerorganisation der Militaire Luchtvaart-Koninklijk Nederlands Indische Leger (ML-KNIL). Im Krieg um Niederländisch-Ostindien geriet Hilgers in japanische Gefangenschaft und verstarb am 21. Juli 1945 in einem Kriegsgefangenenlager bei Ngawi.

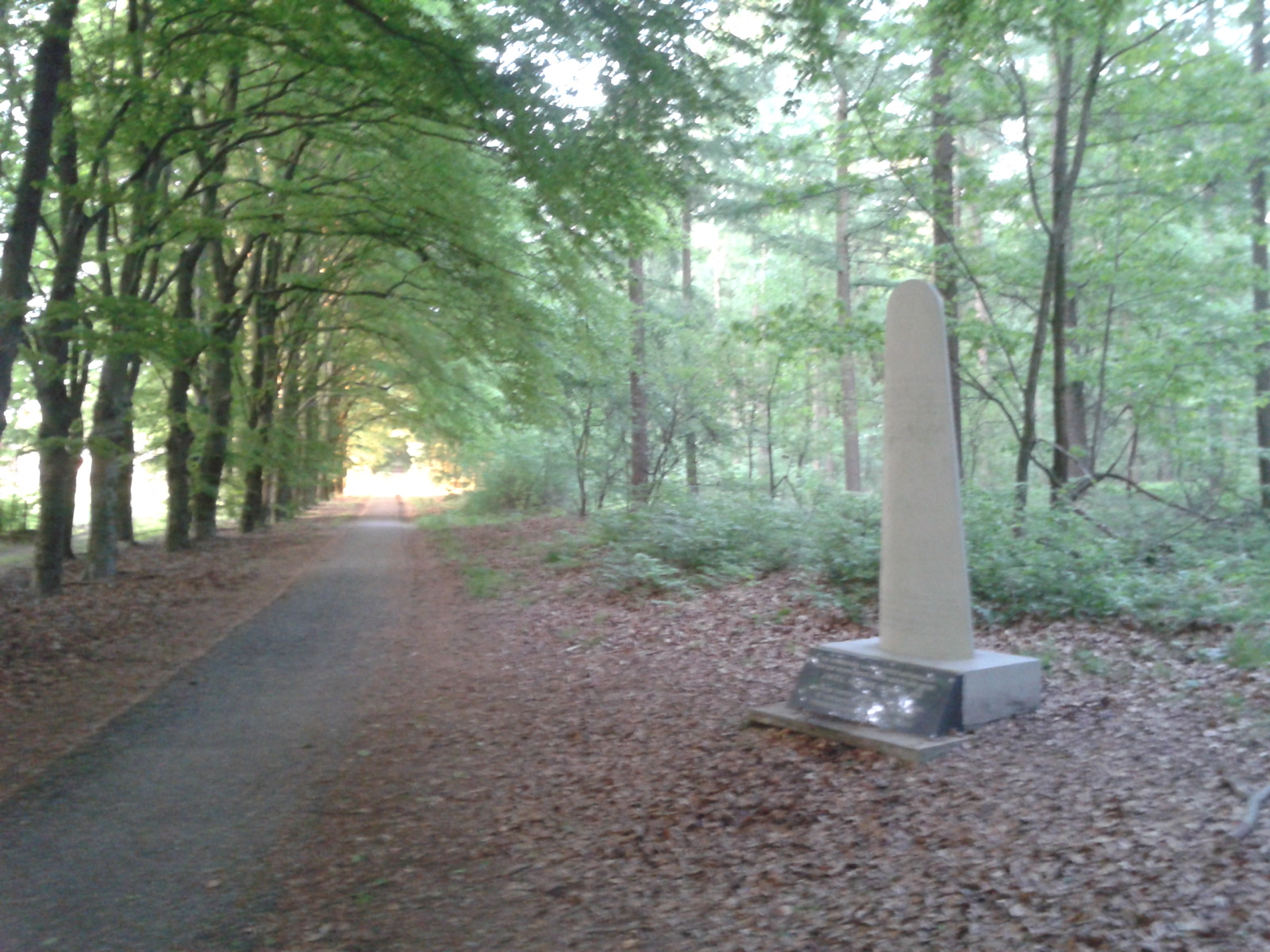
Denkmal zur Erinnerung an Hilgers' Flug am 29. Juli 1910

Angeregt von der Studentenverbindung Leonardo da Vinci an der Technischen Universität Delft (Fakultät Luft- und Raumfahrttechnik) wurde 1955 in Ede eine 2,20 Meter hohe Betonsäule errichtet, die an Hilgers Erstflug in den Niederlanden erinnert. Entworfen wurde das Denkmal von L.O. Wenckebach. Es trägt die Inschrift: „In Erinnerung an den ersten Motorflug eines Niederländers über den Niederlanden von J.W.E.L. Hilgers am 29. Juli 1910“.